# Voilà
Voilà је песма француске певачице Барбаре Прави.
Објављена је за дигитално преузимање и на платформе за стримовање 6. новембра 2020. године.
Песма је представљала Француску на Песми Евровизије 2021, након што је изабрана на француском националном такмичењу. Пошто је Француска чланица „Велике петорке“, песма се аутоматски пласирала у финале које је одржано 22. маја 2021. године у Ротердаму, Холандија. У финалу, песма је заузела друго место са 499 поена, што је најбољи резултат Француске на такмичењу од 1991. године.
Барбара је композитор, продуцент, текстописац и вокал на овој нумери. Придружују јој се продуценти Елоди Филеул и Жереми Аркаш, као и композитори Игит и Лили По.
Холандска певачица Ема Кок победила је у инаугурационој сезони Ministars са обрадом ове песме. Холандски виолиниста и диригент Андре Рју је био толико импресиониран Кокиним наступом да ју је позвао да изведе ову нумеру на његовој годишњој серији концерата у Вријтхофу у јулу 2023. године. Овај наступ је убрзо постао виралан и до марта 2024. године прикупио је преко 40 милиона прегледа.